# Конный спорт на летних Олимпийских играх 2016 — командная выездка
Соревнования по конному спорту в командной выездке на летних Олимпийских играх 2016 года прошли с 10 по 12 августа на территории национального центра конного спорта в районе Деодоро. В соревнованиях приняли участие 44 конника из 11 стран. 10 стран квалифицировались на Игры по итогам отборочных соревнований, а сборная Дании принимала участие, как составная сборная, поскольку сразу четверо конников квалифицировались на Игры по результатам индивидуального отбора. Командная выездка проходила одновременно с личной и результаты, показанные спортсменами шли в оба зачёта.
Действующими олимпийскими чемпионами в данной дисциплине являлись конники Великобритании, сумевшие в 2012 году прервать победную серию немецких спортсменов, начавшуюся на Играх 1984 года. В Рио-де-Жанейро олимпийское золото вновь выиграли конники из Германии. В составе немецкой сборной свою шестую золотую олимпийскую медаль завоевала Изабель Верт на лошади Weihegold Old, ставшая самым титулованным конником в истории Олимпийских игр. 6 побед также на счету другого немецкого спортсмена Райнера Климке, но при этом на счету Верт было ещё три серебряных награды, а у Климке только две бронзы. Для остальных членов сборной Германии золото в командной выездке стало первой высшей наградой в карьере.
Серебряные награды завоевали конники из Великобритании, а бронза на счету спортсменов США. В числе претендентов на медали была и сборная Нидерландов, однако уже во время Большого Приза завершила соревнования лидер сборной двукратный призёр Игр 2012 года Аделинде Корнелиссен, чья лошадь Parzival не смогла до конца оправиться от травмы. В результате Нидерланды совсем немного уступили американским конникам в борьбе за бронзу.

## Призёры
| Золото | Серебро | Бронза |
| Германия · Кристина Брёринг-Шпрее на Desperados · Изабель Верт на Weihegold · Зёнке Ротенбергер на Cosmo · Дороте Шнайдер на Showtime | Великобритания · Фиона Бигвуд на Orthilia · Шарлотта Дюжарден на Valegro · Спенсер Уилтон на Super Nova II · Карл Хестер на Nip Tuck | США · Эллисон Брок на Rosevelt · Лора Грейвз на Verdades · Кейси Перри-Гласс на Dublet · Штеффен Петерс на Legolas 92 |

## Расписание
Время местное (UTC−3)
| Дата                  | Время       | Раунд                    |
| --------------------- | ----------- | ------------------------ |
| 10 августа 11 августа | 10:00 10:00 | Большой Приз             |
| 12 августа            | 10:00       | Переездка Большого Приза |

## Формат соревнований
По сравнению с Играми 2012 года в Лондоне произошли изменения в количестве участников. В Рио-да-Жанейро команды состояли из 4 конников, в результате чего увеличилось общее количество спортсменов, участвующих в командном зачёте. Спортсменам, участвовавшим в соревнованиях, в год проведения Игр должно было быть не меньше 16 лет (дата рождения спортсмена не позднее 31 декабря 2000 года), а лошадям не меньше 8 лет (дата рождения лошади не позднее 31 декабря 2008 года). Арена для выездки должна была иметь идеально ровную песчаную поверхность, длиной 60 м и шириной 20 м.
Соревнования в командной выездке включали в себе два теста высшего уровня сложности по системе Международной федерации конного спорта (FEI): Большой Приз (англ. Grand Prix), Переездка Большого Приза (англ. Grand Prix Special). В отличие от личного первенства в командном не учитывались результаты, показанные конниками во время КЮР Большого приза (англ. Grand Prix Freestyle). Итоговая оценка в каждом из тестов рассчитывалась для конника, как среднее арифметическое значение оценок семи судей. В командный зачёт шли три лучших результата. Итоговый результат рассчитывался, как среднее значение, полученное по итогам суммирования оценок Большого Приза и Переездки Большого Приза.

## Результаты
| Место | Спортсмен                                                                                   | Лошадь                                                    | Большой приз                | Большой приз     | Переездка Большого Приза    | Переездка Большого Приза | Средняя оценка        |
| Место | Спортсмен                                                                                   | Лошадь                                                    | Индивидуальная оценка       | Командная оценка | Индивидуальная оценка       | Командная оценка         | Средняя оценка        |
| ----- | ------------------------------------------------------------------------------------------- | --------------------------------------------------------- | --------------------------- | ---------------- | --------------------------- | ------------------------ | --------------------- |
| 1     | Германия · Дороте Шнайдер · Кристина Брёринг-Шпрехе · Изабель Верт · Зёнке Ротенбергер      | Showtime FRH Desperados FRH Weihegold Old Cosmo           | 80,986 82,257 80,643 77,329 | 81,295           | 82,619 81,401 83,711 76,261 | 82,577                   | 81,936                |
| 2     | Великобритания · Шарлотта Дюжарден · Карл Хестер · Фиона Бигвуд · Спенсер Уилтон            | Valegro Nip Tuck Orthilia Super Nova                      | 85,071 75,529 77,157 72,686 | 79,252           | 82,983 76,485 74,342 73,613 | 77,937                   | 78,595                |
| 3     | США · Эллисон Брок · Кейси Перри-Гласс · Стеффен Питерс · Лора Грейвз                       | Rosevelt Dublet Legolas Verdades                          | 72,686 77,614 75,229 78,071 | 76,971           | 73,824 73,235 74,622 80,644 | 76,363                   | 76,667                |
| 4     | Нидерланды · Эдвард Гал · Ханс Петер Миндерхауд · Дидерик ван Силфхаут · Аделин Корнелиссен | Voice Johnson Arlando Parzival                            | 75,271 76,957 75,900 RT     | 76,043           | 73,655 75,224 76,092 —      | 74,991                   | 75,517                |
| 5     | Швеция · Тинне Вильхельмсон-Сильвен · Патрик Киттель · Жюльетт Рамель · Мадс Хенделиовиц    | Don Auriello Deja Buriel Jimmie Choo SEQ                  | 76,429 74,586 74,943 71,771 | 75,319           | 77,199 73,866 72,045 71,681 | 74,370                   | 74,845                |
| 6     | Дания · Катрин Дюфур · Анна Каспшак · Агнет Кирк Тинггор · Андерс Даль                      | Cassidy Donnperignon Jojo Selten                          | 76,657 73,943 72,229 69,900 | 74,276           | 76,050 74,524 72,465 71,232 | 74,346                   | 74,311                |
| 7     | Испания · Беатрис Феррер-Салат · Северо Хурадо · Хосе Мануэль Мартин · Клаудио Кастилья     | Delgado Lorenzo Grandioso Alcaide                         | 74,829 76,429 70,829 69,814 | 74,029           | завершили выступление       | завершили выступление    | завершили выступление |
| 8     | Франция · Людовик Анри · Пьерр Волла · Карен Тебар · Стефани Брёссель                       | After You Badinda Altena Don Luis Amorak                  | 69,214 71,500 75,029 65,114 | 71,914           | завершили выступление       | завершили выступление    | завершили выступление |
| 9     | Австралия · Мэри Ханна · Линдал Оутли · Кристи Оутли · Сьюзан Хирн                          | Boogie Woogie Sandro Boy Du Soleil Remmington             | 69,643 70,186 68,900 65,343 | 69,576           | завершили выступление       | завершили выступление    | завершили выступление |
| 10    | Бразилия · Джована Пасс · Луиза Алмейда · Жуан Олива · Педро Алмейда                        | Zingaro de Lyw Vendaval Xamã dos Pinhais Xaparro do Vouga | 67,700 66,914 68,071 65,714 | 67,562           | завершили выступление       | завершили выступление    | завершили выступление |
| 11    | Япония · Аканэ Куроки · Киити Харада · Масанао Такахаси · Юко Китаи                         | Toots Egistar Fabriano Don Lorean                         | 66,900 68,286 62,986 67,271 | 67,486           | завершили выступление       | завершили выступление    | завершили выступление |